# 美国教授体系
全世界，教授通常是指在学术界占据一席之地的人，一般使用“助理教授”，“副教授”和“正教授”头衔。其他国家也是用相同的头衔，但所代表的角色不完全一样。
教授的主要任务是研究和教学，但分配在两者间的精力取决于所在的学校类型。在学术会议，学术期刊中发表的文章以及出版的图书对职业的发展影响很大。截止2007年8月，在高等教育机构教书是增长最快的职业之一，在 美国劳工部发布的《高于平均水平的工资和具有高增长性职业》的榜单中名列前茅。2004年至2014年间，该职位增长了52万4千个。 2011年，根据美国教师退休基金会（Teachers Insurance and Annuity Association – College Retirement Equities Fund，简称：TIAA-CREF）保罗·J·亚卡布斯基的调查显示大约73%处于高级任期内的教授处于60-66岁之前，余下的27%要大于66岁。   亚卡布斯基估计这其中有75%的教授由于金融危机的影响并没有退休打算。

2013年，一份富达投资集团的调查在退休的问题上也出现类似的调查结果。

## 人口统计资料
大部分美国的教授为男性，自由主义， 上中产阶级。  2005年，大部分教授处于工薪阶级的前15%位。
根据乔治梅森大学教授塞缪尔·罗伯特·利希特尔：「美国的大部分教授都认为他们是自由主义，并且注册民主党要多于注册共和党。」但该人口统计趋势在不同的院系是有区别的。 根据格罗斯和福斯于2010年的研究 发现美国教授的政治信仰在20世纪有很大的变化。在18世纪时，教授一般都是牧师并偏向保守主义，在进步时期和大萧条时期，慢慢转变的更加自由主义。到了20世纪中叶，人文与社会科学大部分都为民主党教授，而商学院，农业学院和工程学院的教授大部分都为共和党或保守主义。自1970年末至1980年中，教授中出现一股保守主义风潮（该风潮基本与里根改革同时期）：大约5%的教授认为自己是极强的左翼，大约三分之一认为自己为自由主义，约25%认为自己属于温和派，25%认为自己是保守主义，还有5%认为自己为极强的保守主义。自1980年，自由主义教授的数量开始稳步增加。
在学历方面，绝大部分的教授都拥有博士学位。社区大学的教授可能只拥有硕士学位但四年制教育机构的教授一般都被要求拥有博士学位。

## 终身教职员工
尽管“教授”这个词经常用于指代大学里的老师，但实际上教授的级别是从入门级的助理教授一直到正教授的。正教授这个头衔是指在本领域已经成为了专家级别的人物。与一些认知不同，助理教授，副教授和正教授从技术层面来讲都为教授。基本上，刚完成博士学习的学生在大学中的职位都是从助理教授开始的。当他们开始慢慢在学术领域，教学领域有所成就后才能升到副教授职位。继续在自己领域有所建树并慢慢成为专家的副教授就能升至正教授职位。大学讲师一般都不是终身制的教职工，教授的基本为本科生课程，不参与研究工作，并且不参与到学院或大学的决策工作中。（注意在其他英语国家，“讲师”可能代表不同的意思。例如，在英国和爱尔兰，讲师的职位和美国系统中助理教授的职位是一样的）

### 助理教授
助理教授通常都有三到七年的试用期， 这之后，会被提升为副教授并拥有终身职位（也就是除非举行正式的听证程序，不然不能被开除或被停止雇佣)。截止2007年，23.1%学术人员都为助理教授。
助理教授职位的竞争愈发激烈，博士生的数量一直在增长，但助理教授的职位空缺却基本保持恒定。 但实际上，在商业学科中，2012年商科教职人员的职位空缺达到了2,400个。  截止2003年，获得终身职位的科学家的平均年龄是39岁，这使得教授们很难平衡专业领域和家庭责任。 

### 副教授

#### 成为终身教员的过程
在助理教授职位上几年后，个人就可以被考虑提升并且授予终身职位。终身职位一般包括终身任职协议，这一举措通常被认为是一种保护教师的研究可能成为社会、政治或科学争议。助理教授得到终身职位的比率根据学校和研究领域的不同而不同，在大部分情况下，50%的助理教授能被授予终身职位并成为副教授，但是在顶尖大学的自然科学学院或在不授予博士学位的学校里，这个比率可能低至10%，   在特殊情况下，有可能收到终身任职的资格但还处于助理教授的职位。在成功收到终身职位后，助理教授就会升任为副教授。
一般是在有大量学术成就记录后才被授予该中级职位（比如出版一本或多本书，发表大量研究文章，有外部研究支持的项目，对所在部门有优秀的教学或服务）; 但不同学校和部门会有不同的要求。截止2007年，22.4%的学术人员拥有副教授职位。
另外，有人可能会被以副教授的职位聘请但并没有终身职位（在有些大学是很常见的事情，通常是为从校外吸引人才，但该人并没有达到终身任职的所有要求）。如果申请者能被任命为没有终身任职资格的副教授，该职位也是有授予终身任职计划的，只不过该申请者可能还没有达到所有的资历要求。
在有一些学校，个人有可能在收到终身职位之前被提升为副教授。在这类学校中，个人会申请终身职位或转到其他机构寻求终身职位。

### 正教授
在达到学校学术要求取得卓越的学术成就后，副教授就会被提升为教授（有时也被称为「正教授」）。在大部分传统大学，该职位都为终身任职的，但在营利性私立机构和某些教堂附属的大学情况可能不一样。
在美国，教授的等级是学术排名中的最高职位，大约29.5%的学术教员为正教授。 比正教授更进一步份职位一般都会包括有行政职责（例如，系主任，学院院长或教务长）或被授予某荣誉称号。
缺少强制退休年龄称为该职位的“灰色地带”。美国正教授的年龄中位数为55岁。有很少一部分人在40岁以下获得这个职位。正教授的年平均工资为9万9千美元，在不授予博士的学校该平均工资会更低，但在私立授予博士学位的学校该平均工资会更高（不包括研究经费和提供咨询服务的额外收入，因为在某些领域数额有可能很大）。此外，在主要城市的学校或在生活费偏高的地区，工资也会更高一些。 （页面存档备份，存于）在同一学校中，正教授的工资比助理教授的工资平均高出70%左右。
除了工资增长以外，每一次职位提升都会伴有行政责任的提升。在有些情况下，这些变化和减少的教学工作和研究工作的期望相互抵消。

## 特殊学术等级（终身职位）

### 荣誉退休教授
声誉良好的正教授退休后会被称为荣誉退休教授（一般以 emeritus 称呼男性，以 emerita 称呼女性）。这个称呼也会被授给已退休但仍然教书的教授，他们会将工资中的大部分作为养老金。该称呼还会授予已离职到其他教育机构任全职的教授。这个概念已经有时被扩大到用在终身副教授，或非终身职位的教员中。在某些系统和教育机构，該称号是给所有声誉良好的退休教授的，但在另一些机构，該称号需要特殊法令或投票选举产生的。不同的情况下，荣誉退休教授可能仍会有办公地点或其他特权。
荣誉退休（英文：emeritus）一词一般都被用作后置的形容词（例如：professor emeritus），但也会被用作介词形容词（例如：emeritus professor）。第三种用法是一个比较不常见的用法，一般都跟在全称之后（例如：professor of medicine, emeritus）。

### 講座/特聘教授
通常在一个特定教育机构，诸如「校长教授」，「大学教授」，「董事会董事教授」或「杰出教授」一般会授予给一小部分被认为在一定领域有特殊成就的终身教授 。一些学校会授予更正式的名称，例如麻省理工学院「学院教授」，耶鲁大学的「斯特林教授」，或杜克大学「詹姆斯·B·杜克教授」。
一些学术和学术组织也可能授予「杰出教授」以表彰某人在学术领域的杰出成就。例如，建筑学教育协会（英语：Association of Collegiate Schools of Architecture）每年会表彰五名在美国和加拿大建筑学院有突出成就的教职员工并授予ACSA杰出教授。

### 名誉教授
「冠名」或「名誉教授」是指被以基金，公司，个人名义赞助的正教授。冠名教授一般是指欧洲模式下的职位而非一个职称。

## 其他名称
对于美国非终身制的教职员工来说，学术机构根据职位为长期或短期，全职或兼职诸多方面又划分了各种不同的职位。基本在所有情况下，不管职位如何，在大学任职的教职员工一般都会被称为教授，这使得非终身制职位带给大家的困扰更多了。比如，美国总统贝拉克·奥巴马经常会被认为曾是芝加哥大学的法学教授，但实际上他当时的职位是高级讲师，这一点也曾成为2008年美国总统选举的争论焦点之一。芝加哥大学法学院还发布了声明称讲师被称为教授是很正常的事情，并且他们也很支持用教授一词来称呼奥巴马当时在学校所任职位。

### 讲师
在美国，讲师（lecturer）可以为全职或兼职的，并且也可能被称为教授。在有一些教育机构，他们的主要任务是教学，但他们也可以服务于学术委员会。由于该职位并非终身制职位，所以并没有研究或发表要求，但实际上很多该职位的讲师也会发表论文，做研究或提供咨询服务。在美国的医学院，讲师一职会授予没有教学任务但负责研究的全职教职员工。该职位并不为终身制职位。

### 客座教授
在一段时间内受聘于学院或大学从事教书工作的一般被称为「客座教授」（Visiting Professor）或「客座讲师」（Visiting Lecturer）。该术语有时也指短时聘用或博士后研究聘用。该名称也可以反映终身制职位的命名习惯，比如某位教授可以被称为「客座助理教授」（Visiting Assistant Professor）或「杰出访问教授」（Distinguished Visiting Professor）。

### 兼职教授
注意：「兼职教授」在其他国家有不同意思，这一部分只讨论其在美国的用法。
兼职教授（adjunct professor）是指在学术机构没有永久或全职工作的教授。该头衔有时也指在学术机构以外的专业领域工作，或指以合同身份被聘用的人员。兼职教授的教学任务较轻是的其并不能享受福利待遇（医疗保险或生命保险等）。
兼职教授一般不需要（或不被允许）承担正教授所需承担的行政任务，一般也没有研究任务。
兼职教授为教员提供了灵活性，在需要的时候承担教学任务。但他们的教学任务是不同的，课程任务可以从兼职教授转移到正教授身上，上的人少的课程也有可能被取消，下一学期的课程也是不固定的。
在一些情况下，兼职教授可能在其他学院有标准职务。因此，有些人可能被称作「物理学副教授及化学兼职教授」。
在有一些大学，兼职教授有不同的职务。比如，艾奥瓦大学有兼职讲师，兼职助理教授，兼职副教授和兼职正教授。大学对外宣称「对兼职教授的要求和同级别的终身制教授的要求的类似的」。
截止2013年，美国高等教育的教职员工有76%都为兼职教授，工资收入为2,700美元一节课以及很少的福利待遇。

### 礼任教授／挂名教授
礼任教授（professor by courtesy）是指本身在一个学院任职的教授，但已正式与该大学的另一个学院签订正式协议，并已在第二个学院履行职责。比如，丹·朱拉斯凯是一名语言学教授但在斯坦福大学出任電腦科学礼任教授。一般情况下，出任的第二职位所承担的职责和享受福利的要比一个全职要少。由于挂名教授一般在学校官网上都会与正式教授分开列出，他们一般也会被称作「线下教授」。類似在台灣體制下的「合聘教授」（Jointly Appointed Professor）。

### 研究教授
不像一般教授承担传统职责，而是专注于研究工作的教授。在大部分综合性大学，研究教授没有终身制职位，并且需要通过研究经费支撑工资收入。和终身制职位类似，研究教授也分助理和副研究教授职位。

### 教学助理或副教授
这类教授一般都专注于教学工作，有时比终身制职位教职员工的教学任务还重，在有研究生的学院里，他们一般负责监督助教。
他们也有可能是不像终身制教员负责研究工作的全职教职工。他们也有助理，副和正教授的职位。

### 临床教授
临床教授都会从事教授专业学生的教学工作，通常都会强调实际经验而非理论知识。该职位通常不是终身制职位，一般为全职或兼职工作。这类职位一般在法学院，医学院和商学院比较常见，有时也会被称为「实践教授」。

### 名誉教授
该头衔一般被授予对学校有特殊贡献的教职员工（比如，促进了学术发展），但并没有获得博士学位。

## 薪资
大部分教授都是学校以9个或10个月的合同付工资。教授的薪资数据一般都是以9个月的工资做统计，但并不包括教授夏季收到的福利（一般都是来自科研经费）。教授9个月薪资的中位数是7万3千美元，这个工资使得大部分教授在25岁以上工资收入者薪资水平的前15%。 但这个工资却在同等水平职业中处于偏低水平（计算包括了夏季福利后），该同等水平职业包括律师（工资中位数为11万美元）和内科医生（工资中位数介于13万7千元到32万2千元之间，取决于专业的不同）。 据美国劳工部

全职教员的“学年”工资平均数为73,207美元。根据职位的高低，正教授的平均工资为98,974美元，副教授的平均工资为69,911美元，助理教授的平均工资为58,662美元，指导员的平均工资为42,609美元，讲师的平均工资为48,289美元。4年制高等院校的平均工资比2年制学校的平均工资高。2006年至2007年，私人独立学校教职员工的工资平均为84,249美元，公立院校的平均工资为71,362美元，宗教附属私立大学的平均工资为66,118美元。

学校教员的工资根据所属领域和职位不同差距很大，神学的助理教授的平均工资为45,927美元，法学正教授的平均工资为136,634美元。 学院人力资源专业协会表示，包括指导员在内的教职员工的平均工资为66,407美元，使得一半以上的教职员工排在25岁以上收入群体的前15.3%。2005年，助理教授的工资中位数为54,000美元，副教授的工资中位数为64,000美元，正教授的工资中位数为86,000美元。 2005年-2006年间，工资从神学助理教授的45,927美元到法学助理教授的81,005美元。副教授方面，神学副教授的工资从56,943美元到法学副教授的98,530美元，正教授方面，从神学教授的68,214美元到法学教授的136,634美元。 2010年-2011年间，工资从神学副教授的59,593美元到法学副教授的93,767美元。 精英学校的正教授的工资一般都为6位数，比如加州大学洛杉矶分校正教授平均工资为123,300美元，斯坦福大学正教授平均工资为148,500美元。 美国最大的学校系统加利福尼亚州立大学有着11,000个教学员工，2007年，全职教员的平均工资为74,000美元，并打算于2011年将其提升至91,000美元。 不幸的是，对于这些教员，随之而来的经济危机使得教员工资停滞在了2007年的水平，并且将会一直持续到2015年。师范教育专业的教授比小学老师挣得还少。一个实证报告显示，2002年受聘于加州州立大学北岭分校的全职终身制助理教授的工资为53,000美元，比她之前在做幼儿教师时的工资少了15,738美元。之前提到的挂名教授每节课挣1,500美元到4,000美元，所以每学期教4节课的挂名教授能挣12,000美元到32,000美元。   
| 职衔     | 低收入中值 | 高收入中值  | 全部中值   | 普遍收入范围                              | 常见的薪资范围位于劳动力范围内的百分位 | 常见的薪资范围位于劳动力范围内的百分位 |
| 职衔     | 低收入中值 | 高收入中值  | 全部中值   | 普遍收入范围                              | 25岁以上全职                           | 25岁以上所有收入者                     |
| -------- | ---------- | ----------- | ---------- | ----------------------------------------- | -------------------------------------- | -------------------------------------- |
| 助理教授 | 45,927美元 | 81,005美元  | 58,662美元 | 5萬-6萬美元                               | 70-75分位                              | 77-83分位                              |
| 副教授   | 56,943美元 | 98,530美元  | 69,911美元 | 6萬-7萬多美元                             | 75-86分位                              | 83-87分位                              |
| 正教授   | 68,214美元 | 136,634美元 | 98,974美元 | 7萬-10萬美元 一流大学中則可高達十多萬美元 | 86-91分位 96分位                       | 87-91分位 97分位                       |